# Jiří Štajner

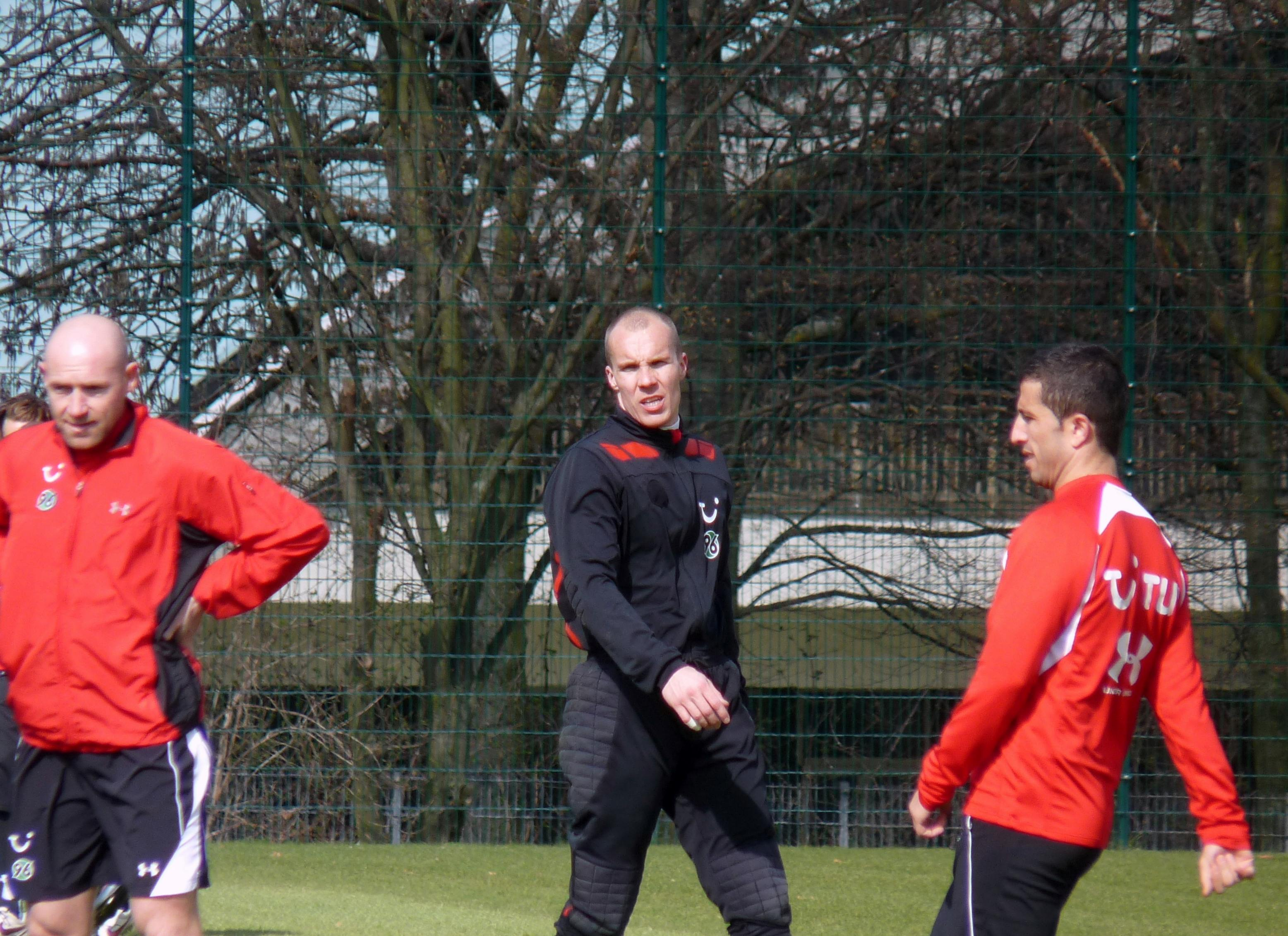
Spoluhráči v Hannoveru v roce 2009, zleva Jiří Štajner, Robert Enke a Altin Lala.

Jiří Štajner (* 27. května 1976, Benešov) je český fotbalový záložník, začínající svou kariéru v týmu TJ Sokol Senohraby, nyní působí v týmu FK Nová Ves. Technický středopolař, jenž dokáže vymyslet překvapivé řešení herní situace.
Od 16. března 2013 je členem Klubu ligových kanonýrů. Získal ocenění „Hráč měsíce Gambrinus ligy“ za duben 2013.

## Klubová kariéra
S fotbalem Jiří Štajner začínal v klubu TJ Sokol Senohraby, odkud se přes kluby Slavia Praha, Dynamo České Budějovice, SK Slavia Louňovice a FC Baník Most v roce 2001 dostal až na soupisku severočeského FC Slovan Liberec. Odtud se v polovině roku 2002 přestěhoval do bundesligového Hannoveru. Po úspěšném působení v německé nejvyšší lize se na začátku sezóny 2010/11 dohodl na ukončení smlouvy a vrátil se zpět do Slovanu Liberec.

### Hannover 96
Do německého Hannoveru přestoupil Jiří Štajner v sezóně 2002/03, a to na žádost trenéra Ralfa Ragnicka za přestupový poplatek přibližně 3,5 milionu eur. V roce 2009 prodloužil Štajner s německým klubem smlouvu až do roku 2011, na konci sezóny 2009/10 však požádal o ukončení kontraktu. Hannover s ukončením souhlasil a Štajner se tak přesunul zpět do bývalého klubu FC Slovan Liberec. 9. října 2010 byl uspořádán přátelský zápas mezi kluby FC Slovan Liberec a Hannover 96, kde nastoupil v sestavách obou celků a připsal si celkem 3 branky, zápas skončil stavem 6:5 pro Slovan Liberec.

### FC Slovan Liberec
Po návratu do Liberce se Štajner okamžitě zapojil do základní sestavy týmu a v sezóně 2010/2011 si v 29 zápasech připsal 9 branek. V sezóně 2011/12 se svými 15 vstřelenými góly a 10 asistencemi výrazně podepsal pod historicky třetí liberecký titul.
První ligový zápas po zimní přestávce sezóny 2012/13 odehrál 23. února 2013 v derby proti hostujícímu Jablonci, toto střetnutí skončilo výhrou Liberce 1:0, Jiří Štajner ho rozhodl v 66. minutě přesnou hlavičkou po rohovém kopu.
16. března 2013 vstřelil jediný gól Liberce proti Slavii Praha, když vyrovnával na průběžných 1:1. Touto brankou se stal 62. členem Klubu ligových kanonýrů. Liberec utkání nakonec prohrál 1:3. 24. dubna vstřelil v prvním utkání semifinále poháru České pošty hattrick, Liberec porazil Jablonec 4:3. Podařený zápas odehrál i 4. května 2013 ve 26. kole proti Spartě Praha, kde jedním gólem přispěl k výhře 2:0. Sezónu 2012/13 zakončil s Libercem ziskem 3. místa v konečné ligové tabulce (po výrazně lepší jarní části než podzimní).

### FK Mladá Boleslav
Po skončení ročníku 2012/13 se domluvil na angažmá v klubu FK Mladá Boleslav. Podepsal smlouvu na rok s jednoletou opcí. V novém působišti debutoval v lize 22. července 2013 (1. kolo sezóny 2013/14) proti hostující Příbrami (1:1). První gól v ligovém zápase vstřelil za Boleslav ve třetím kole 4. srpna 2013 proti svému bývalému týmu FC Slovan Liberec, v 59. minutě zvyšoval hlavou na průběžných 3:0, Mladá Boleslav nakonec rozdrtila Slovan 4:0. Po sezoně 2013/14 v Mladé Boleslavi skončil (ač měl smlouvu ještě na rok), v jarní části mu nový trenér Karel Jarolím příliš zápasového vytížení nedopřával.

### FC Oberlausitz Neugersdorf
Odešel do německého klubu FC Oberlausitz Neugersdorf z páté ligy, kde se stal spoluhráčem mj. Jana Nezmara. Ve čtvrtfinále Saského poháru pomohl k postupu přes třetiligové Dynamo Drážďany.

## Reprezentační kariéra
Jiří Štajner debutoval v A-mužstvu ČR 12. února 2002 v přátelském utkání proti Maďarsku (hrálo se na Kypru), když nastoupil do druhého poločasu. Český celek zvítězil 2:0.
Svůj první gól v reprezentačním dresu si připsal dne 11. června 2003 v domácím kvalifikačním utkání v Olomouci na Andrově stadionu proti Moldavsku, v 82. minutě zvyšoval na průběžných 3:0, zápas skončil jasným vítězstvím českého mužstva 5:0.
Zúčastnil se i MS 2006 v Německu.

### Reprezentační góly a zápasy
Zápasy Jiřího Štajnera v A-mužstvu České republiky 
| Rok    | Zápasy | Góly |
| ------ | ------ | ---- |
| 2002   | 8      | 0    |
| 2003   | 4      | 1    |
| 2004   | 2      | 1    |
| 2005   | 3      | 0    |
| 2006   | 10     | 2    |
| 2009   | 5      | 0    |
| 2010   | 3      | 0    |
| 2011   | 1      | 0    |
| 2012   | 1      | 0    |
| Celkem | 37     | 4    |

Góly Jiřího Štajnera za A-mužstvo České republiky 
| Gól | Datum       | Stadion                                                       | Soupeř    | Skóre (min.) | Výsledek | Soutěž                   |
| --- | ----------- | ------------------------------------------------------------- | --------- | ------------ | -------- | ------------------------ |
| 010 | 11. 6. 2003 | Andrův stadion, Olomouc                                       | Moldavsko | 03:00 (82.)  | 5:0      | Kvalifikace na EURO 2004 |
| 02  | 18. 2. 2004 | Stadio Renzo Barbera, Palermo, Itálie                         | Itálie    | 01:10 (42.)  | 2:2      | přátelské utkání         |
| 03  | 01. 3. 2006 | Atatürkův olympijský stadion, Istanbul                        | Turecko   | 00:20 (61.)  | 2:2      | přátelské utkání         |
| 04  | 16. 8. 2006 | Městský fotbalový stadion Miroslava Valenty, Uherské Hradiště | Srbsko    | 01:00 (3.)   | 1:3      | přátelské utkání         |

## Biografie
- kniha Šílený génius - autoři Jiří Štajner, Pavel Hartman, Milan Švec, ilustrace Petr Urban[19][20]